# Loops!
Loops! fue un programa de Televisió de Catalunya emitido entre el 15 de febrero de 2005 y el 17 de diciembre de 2008 por el Canal 33. El programa lo presentaba la periodista y actriz Sara Loscos y se emitía semanalmente.

## El programa
Con un formato semanal, Loops! mostraba todo aquello que a menudo no se enseña de la música: curiosidades, relaciones entre la música y otras formas de arte y entretenimiento, el día a día de los músicos y nuevas formas de expresión musical.
El programa ofrecía semanalmente tres reportajes sobre varios aspectos de la música, desde los reportajes más vivenciales, en qué se puede hacer el seguimiento de un músico, hasta reportajes monográficos sobre un tema relacionado con la música; reportajes divulgativos sobre estilos, técnicas musicales; o reportajes sobre acontecimientos como conciertos o festivales. 
Asimismo, en el programa también había lugar para la actualidad musical, con un espacio dedicado a las noticias y la agenda semanal. 

### Loops! concert
Tras la emisión del programa, se emitía el espacio Loops! concert, un contenedor dedicado a la emisión de conciertos.

## Entrevistas y eventos
Mientras estuvo en antena el programa emitió más de 1.500 entrevistas a artistas como: New Order, Quimi Portet, Fatboy Slim, Pastora, Mishima, The Prodigy, Els Pets, Roger Sánchez, Marc Parrot, The Chemical Brothers, De La Soul, Lax'n'Busto, Editors, Muchachito Bombo Infierno, Canimas, Brian Eno, Dj Buenavista, Gossos, Lily Allen, Àlex Rigola, Super Furry Animals, David Holmes, Kabul Baba, James Hyman, Mendetz, Duran Duran, Obrint Pas, Corinne Bailey Rae, Joan Miquel Oliver, It's Not Not, Beastie Boys, dj Kosmos, Sidonie, Devo, Miqui Puig, Erol Alkan, Rasmus, The Coors, Herois de la Catalunya interior, Miguel Bosé, Fermín Muguruza, Dilated People, Glissando*, Nubla, Nour, Patti Smith, Refree, Justice, Unfinished Sympathy, Le Petit Ramon, James Blunt, Lorena C, Rauxa, The Cardigans, Miranda, Macaco, Rodamons, Fangoria, John Legend, Melanie C, Antònia Font, Tiga, Locomia, Andreu Buenafuente, Dave Clarke, Digitalism, Xavier Baró, Soulwax, Astrud, Garbage, Paco León, Aramateix, Craig David, Standstill, Wim Wenders, Lluís Cartes, Bunbury, Flavio Rodríguez, Kanga, Goldfrapp, Cris Juanico, Flaming Lips, Roger Mas, Beatmaster G, Kaiser Chiefs, Dani Flaco, Yo La Tengo, Tupolev, Keane, LCD Soundsystem, Gertrudis, Nelly Furtado, El fill del mestre, Máximo Park, Mürfila, Jamiroquai, Mazoni, Rufus Wainwright, Abús, Birdy Nam Nam, Facto delafé y las flores azules, Antony and The Johnsons, etc.
Loops! también estuvo en eventos musicales como Sónar, Primavera Sound, Wintercase, FEA, Acampada Jove, Summercase, Senglar Rock, , FIB, Festival Fona, Urban Funke, Fesival Cas, Recontres Transmusicales de Rennes (Francia), Popkomm a Berlin (Alemania) o la Feria del libro de Frankfurt (Alemania).